# کوتل هندوکش
کوتل هندوکش (به لاتین: Kotal e Hindukush) یک گردنه در افغانستان است که در افغانستان واقع شده‌است. کوتل هندوکش ۴٬۰۵۳ متر بالاتر از سطح دریا واقع شده‌است.